# Antun Stiedl
Antun Stiedl, zagrebački graditelj. 
Djelovao je u prvoj polovici 19. stoljeća. Došao je u Zagreb iz Karlovca na poziv biskupa Aleksandara Alagovića, za kojega je radio više projekata. Među njima se ističu: proširenje istočnog krila biskupskog dvora (1834.), novo krilo sjemenišne zgrade u Zagrebu, plan obnove bivšeg isusovačkog kolegija u Požegi, župni dvor sv. Ivana u Novoj Vesi 55 (1834.), te vrtlareva kućica na Ribnjaku, obje u Zagrebu. Najvažnije mu je djelo zgrada vojarne u Vlaškoj 87 (kasnije vojna bolnica), velika dvokatna zgrada sa slijepim arkadama u prizemlju. Djela Antuna Stiedla nose obilježja klasicizma.